# Ahmed Rází
Ahmed Rází (21. dubna 1964, Bagdád – 21. června 2020, Bagdád) byl irácký fotbalový útočník. V roce 1988 byl vyhlášen nejlepším asijským fotbalistou roku. Zemřel na covid-19.

## Fotbalová kariéra
Na klubové úrovní hrál v Iráku za týmy Al-Zawraa SC a Al-Rasheed a v Kataru za Al-Wakra SC. Za reprezentaci Iráku na Mistrovství světa ve fotbale 1986 nastoupil ve všech 3 utkáních a dal 1 gól. Za iráckou reprezentaci nastoupil v letech 1982–1994 ve 121 utkáních a dal 62 gólů. Byl členem irácké reprezentace na LOH 1988 v Soulu, nastoupil ve všech 3 utkáních a dal 2 góly.